# ペープサート
ペープサート（paper puppet theater）とは、紙人形劇のこと。ペープサイドともいう。いずれの呼び名も和製英語。paper puppet theater（ペーパーパペットシアター）が正しい英語の表記。

## 概要
楕円形の厚紙に割り箸状の棒を貼り付け、厚紙の表裏に物語の登場人物を描き、物語の進行に合わせて棒を操る日本で生まれた人形劇の一種。江戸時代からあった「立絵」（写し絵）がもとになり、第二次世界大戦後、永柴孝堂（1909年 - 1984年）により改良されて、平絵の紙芝居と区別するためにペープサートと名付けられて、幼児向けの紙人形芝居として復活したものである。paper support theaterという英語の表記は、永柴による翻訳である。
人物の絵などを描いた紙に棒をつけたものを動かして演じる。表と裏で別の絵が描かれており、背景の前で人形を動かすことと、人形の表裏を返すことによって、動作を表現する。
『鉄腕アトム』の最初のテレビ放送『冒険漫画人形劇・鉄腕アトム』（1957年4月13日から同年9月28日まで放送）も、このペープサートであり、このことは、その後のテレビアニメが戦前以来の東映系的アニメーションとはまったく異なるペープサート的な起源と原理によって作られていることを示している。この原理は、その後のゲーム絵やフラッシュアニメなどとも共通のものであり、ペープサートは、日本アニメの原点としての意義を持つ。